# زم الفضائي (مسلسل)
زم الفضائي (بالإنجليزية: Invader Zim)‏ هو مسلسل رسوم متحركة أمريكي من إنتاج جونين فاسكيز لصالح نكلوديون. يروي المسلسل قصة كائن فضائي يدعى زم من كوكب إرك، ومهمته هي قهر الأرض واستعباد الجنس البشري مع خادمه جير، وهو روبوت يتعطل دائما. وعدوه هو ديب، محقق خوارق شاب عقد العزم على إيقاف زم.
عرض فاسكيز فكرة البرنامج على نكلوديون، والذين رغبوا بإنتاج مسلسل مواجه لفئات سنية أكبر. مع مرور الوقت بدأت نسب المشاهدة تنخفض كما ظهرت مشاكل في الميزانية. ألغت نيكلوديون المسلسل قبل الانتهاء من الموسم الثاني، وتركت عدة حلقات دون أن يكتمل إنتاجها، ومنها فيلم تلفزيوني تقرر أن يكون الخاتمة. عرض المسلسل في البداية على نيك بين عامي 2001-2002، مع عدد قليل من حلقات الموسم الثاني لم تعرض، وعرضت لاحقا على شبكة نيكتونز في عام 2006. قام بتأليف هذا المسلسل المختص في الرسوم المتحركة جونين فاسكيز. خبرة فاسكيز السابقة قي الرسوم المتحركة تجسدت في الكتابة وتحضير للرسوم المتحركة مثل جوني برافو وأبطال الكرة (مسلسل فرنسي).
لقي المسلسل استقبالا حسنا من النقاد، وحاز على جائزة آني وجائزة إيمي وجائزة احتفال الكرتون العالمي، مع ستة ترشيحات لجوائز آني وجائزة البكرة الذهبية.

## القصة
زم كائن من الفضاء الخارجي يريد ان يحتل الأرض لكي يثبت نفسه فالحلقة الأولى يقوم اثنان يدعان باسم الطويلان بارسال مجموعة لاحتلال كوكب من بينهم زم الفضائي وهناك صبي شجاع وطيب وذكي مهمته هي انقاذ الكوكب وحماية الإنسانية واسمه هو دب كل حلقه زم يبتكر فكرة كالعادة فاشلة وعند اتصال زم بالطويلان يسخران منه.

## الأصوات العربية
- شهاب إبراهيم (زم)
- وحيد أسامة (ديب)
- أدهم سيد (جير)
- ياسمين نجيب (جاز)
- إيهاب فؤاد
- عادل عمر
- علي قيس
- عمرو مقبل
- مصطفى البراء
- مصطفي الصاوي
- نها وجدي
- نهى قيس
- نيرفانا هشام
- هشام الشاذلي
- يوسف العوضي

## وصلات خارجية
- Invader Zim على موقع IMDb (الإنجليزية)
- Invader Zim على موقع فيلمافينيتي (الإسبانية)
- Invader Zim على موقع كينوبويسك (الروسية)
- Invader Zim على موقع قاعدة بيانات الفيلم (الإنجليزية)

- الموقع الإلكتروني